# Chalais (Indre)
Chalais – miejscowość i gmina we Francji, w Regionie Centralnym, w departamencie Indre.
Według danych na rok 1990 gminę zamieszkiwało 186 osób, a gęstość zaludnienia wynosiła 5 osób/km² (wśród 1842 gmin Regionu Centralnego Chalais plasuje się na 953. miejscu pod względem liczby ludności, natomiast pod względem powierzchni na miejscu 211.).